# Catedral de Santa María (Amarillo)
La Catedral de Santa María (en inglés: St. Mary’s Cathedral) es una catedral católica ubicada en Amarillo una localidad de Texas, en Estados Unidos. Ha sido la sede de la diócesis de Amarillo desde 2011 .
La propiedad que ahora es la catedral de Santa María fue originalmente la Academia de Santa María fundada por las Hermanas de la Caridad del Verbo Encarnado de San Antonio. La Catedral del Sagrado Corazón compró la propiedad en 1944. Tres años más tarde, una capilla de la base de la Fuerza Aérea base fue trasladada a la propiedad y se convirtió en una capilla de conveniencia para la parroquia catedral. La Parroquia de Santa María obtuvo la propiedad de la Academia en 1959. Una nueva iglesia fue construida para la parroquia en 1981 pero fue destruida en un incendio el 26 de febrero de 2007.
La actual iglesia fue dedicada el 11 de septiembre de 2010 y se proclamó como la tercera catedral de la diócesis de Amarillo el 25 de marzo de 2011. 